# それはロボット
『それはロボット』は流星ひかるによる日本の漫画作品、並びにそれを収録した単行本の題名である。『コミックハイ!』（双葉社）にて2004年から2006年にかけ全6話が連載されたオムニバス漫画である。

## 概要
月刊「COMIC HIGH!」Vol.6（9月号＝第一期最終号・2004年8月7日発売）においてゲスト掲載、その後「コミックハイ!」として復刊した同誌にてVol.2（6月号・2005年5月22日発売）よりVol.5（9月号・同年8月22日発売）まで連載、著者都合により2年空いたVol.30（10月号・2007年9月22日発売）掲載の最終話をもって完結。単行本化に当たり、各作品に関連する描きおろし4コマ漫画が収録されている。
何気ない日常に突然現れたロボットとのふれあいを通じて様々な人々に訪れるちょっとした変化を描く、一話完結型のストーリー漫画である。各作品に登場するロボットはいずれもそっくりの外観だが、彼らの活躍ではなく、彼らによって変わっていく登場人物たちに主眼が置かれているのが特徴である。

## ロボット
この作品群に登場するロボットはいずれも共通の外観を持っており、人間の様な二足歩行型だが、いわゆるヒューマノイドではなく、金属質の球状頭部を持ち、ヒトの目に当たる部分には光沢のある黄色く大きな縦長楕円形の器官、口部分には横一文字の開口部があり、両目付近や側頭部などには頭頂部から首元にかけて鋲による接合部のある、極めて無表情かつ時代遅れとも取れるデザインである。身体も同様に角ばった胸部・腰部に筒状の腕や脚で、胸部も大胸筋や乳房を象るといった男女差も外見上は無い。
登場するロボットは全て上述の様な同一の外観を持つが、作品によって別々の個体であるらしく、その性格や行動は様々で、少年的であったり少女的であったり単に機械的であったりし、言葉を話せず機械音を鳴らすだけのものも居れば日常会話をするものも居る。一方で言葉を話せる場合も片言（語尾がカタカナになる）という共通点もある。没個性的かつ機械的な外観を持ちながらも性格や行動は個性的で時には人間的ですらある彼らの存在は、これら作品における主要登場人物を引き立たせる重要な要素となっている。

## 収録作品あらすじ
※太字は主要登場人物
それはロボット
草太・香苗・秀彦・ちえの小学生4人組が、河原の不法投棄ゴミの中から見つけた1台のロボット。彼らはそれを夏休みのグループ研究の題材にしようと決めるが、大したことの出来ないロボットに飽き始めてしまう。最初はおっかなびっくりだった香苗はそんなとき、ロボットのちょっとした能力を発見する。
友だちはロボット
一週間だけ学校に通うロボットの世話係を任されたクラス委員の少女・吉田は、率直で素直すぎる“彼女”に困惑気味。そんなある日、級友から借りた少女漫画に感化されたロボットが、思いがけない行動をしてしまう。
兄はロボット
のぞみが1歳の頃から“兄”として過ごしてきたロボット・タロ。そんなのぞみも思春期の誕生日を迎えようとする頃、幼い頃に彼女を泣かせた少年・周が転校生としてやってきた。
同類はロボット
研究に没頭する兄を研究室に訪ねたまなみは、そこで1台のロボット・花子と出会う。彼女に対しいつもと違う反応をする花子を見た兄・高野たちの依頼で、まなみは夏休みの間、花子と接することになった。
想い出はロボット
大きな邸に一人暮らしをする老婦人・サヨ・タカミヤのもとに、親戚がグランド社のサポートロボットを連れてきた。早速世話をしようとするロボットに辛く当たる彼女には、忘れられない過去があった。
わたしはロボット
横山みちるはある朝、目覚めるとロボットになっていた。周りの人々は何故か彼女のロボット姿に気づかないが、時々動きまでぎこちなくなってしまう彼女にはその日、とても大切な用事が待っていた。

## 書誌情報
- 流星ひかる『それはロボット』双葉社〈アクション・コミックス コミックハイ!ブランド〉、2007年12月12日第1刷発行（2007年11月12日発売[1]）、ISBN 978-4-575-83426-0